# William Norwood Potter

William Norwood Potter

William Norwood Potter (* 27. August 1840 in London; † 13. März 1895 in Sutton, Surrey) war ein englischer Schachmeister.

## Herkunft
Potter wuchs in London als eines von fünf Geschwistern auf. Seine Eltern trennten sich 1849, sein Vater William Norwood Potter sen. wanderte nach Australien aus. Die Kinder blieben unter der Obhut der Mutter, die zum Katholizismus konvertiert war. Seine Schwester Mary Potter (1847–1913) gründete die Ordensgemeinschaft Little Company of Mary, die sich bis heute der Krankenpflege widmet. Mary Potter wurde 1988 von der katholischen Kirche der Titel Ehrwürdiger Diener Gottes zuerkannt, was als Vorstufe zur Seligsprechung gilt.

## Schachlaufbahn
Potter war von Beruf Anwaltsangestellter. Er wurde etwa im Alter von dreißig Jahren als starker englischer Schachmeister bekannt, der sich vornehmlich dem Schachjournalismus zuwandte. So bearbeitete Potter die Westminster Papers (1868–1879). Von 1874 bis Anfang 1876 erschien das von Potter herausgegebene City of London Chess Magazine. Darüber hinaus verfasste er mehrere Artikel für die Encyclopædia Britannica.
Seine Partiekommentare wurden allgemein geschätzt. Hervorzuheben ist Potters freundschaftliches Verhältnis zu Wilhelm Steinitz. In dem Fernschachwettkampf London gegen Wien (1872–74) vertraten Steinitz und er die Londoner Seite. Im Jahr 1875 verlor Potter ein Match gegen Johannes Zukertort nach Gewinnpartien mit 2:4 (= 8). Ein Wettkampf gegen James Mason, der ebenfalls in London stattfand, endete 1879 mit einem Unentschieden (5:5, =11).

## Verbindung mit der Saavedra-Studie
Nach Potters Tod verfasste Georges Emile Barbier am 6. April 1895 einen Nachruf im Glasgower Weekly Citizen. Drei Wochen später rekonstruierte Barbier die interessante Schlussstellung einer Partie Potters gegen Richard Henry Falkland Fenton. Die irrtümlich etwas abgeänderte Position führte so zwei Jahrzehnte nach der Partie zu der berühmten Saavedra-Studie.